# Editorial Ramon Sopena
L'Editorial Ramon Sopena, fundada el 1894, perdurà durant més d'un segle, i fou coneguda sobretot pels seus famosos diccionaris, com el de llatí o grec, amb els quals van estudiar milions d'estudiants a l'Estat espanyol i a Llatinoamèrica durant diverses dècades.

## Història
L'editorial fou creada el 1894 a Vilanova i la Geltrú per Ramon Sopena López, amb l'assessorament del periodista i escriptor Eduardo Zamacois, com una simple impremta de la capital de Garraf, sota la raó social Editor i impressor. Durant l'estada a Vilanova, l'editorial publicà el Manifest i programa del Partit Republicà Democràtic Federalista (1895), amb un pròleg de Pi i Maragall, i la revista republicana El Pueblo (1899).
Cinc anys després, el 1899, traslladà la seva seu a la ciutat de Barcelona, al número 10 del carrer de Gravina. L'any següent, es va traslladar novament , aquesta vegada al número 383 del carrer de València, i va iniciar la seva expansió, obrint delegacions a Amèrica Llatina (Mèxic, Colòmbia, Veneçuela i l’Argentina) i també a Madrid, primer al número 8 del carrer Ruiz i el 1904 al número 10 del carrer Mesonero Romanos. El 1906 es traslladà a la que seria la seva seu històrica del carrer de Provença, entre els carrers del Comte Borrell i de Viladomat.
El 1932, l'editorial, que fins aleshores era una empresa familiar, es va transformar en societat anònima. A la mort de Ramon Sopena, el seu fill Joaquim Sopena Domper (1894-1964) en va prendre el relleu i durant quatre generacions l'empresa va saber aprofitar-se de totes les oportunitats que li facilitava Barcelona en matèria d'organització gremial i de comoditats per al seu negoci, en particular cap a Llatinoamèrica.
El 1990, l'editorial va cessar l'activitat i va vendre la seu del carrer de Provença a una immobiliària. El 2004, l'empresa, instal·lada al carrer de Còrsega, 60, es declarà en fallida a causa de les greus pèrdues que arrossegava.